# Harald Scavenius
Harald Roger Scavenius (27. maj 1873 på Gjorslev – 24. april 1939 i Haag) var en dansk udenrigsminister, diplomat og kammerherre.
Han var søn af Jacob Scavenius og hustru Louise f. Castonier. Han blev student (privat dimitteret) 1892, mag.art. 1900, assistent i Udenrigsministeriet samme år, legationssekretær i Petrograd 1904, i Paris 1909, legationsråd i London 1911, gesandt i Petrograd 1912 og var udenrigsminister i Ministeriet Neergaard II 1920-22. Dernæst var han gesandt i Rom 1923 og i Haag og Bern fra 1928.
Under 1. Verdenskrig betegnede han sig selv som konservativ. Som professionel diplomat lod han sig aldrig vælge til Rigsdagen.
Han var ærespræsident i komiteen for Danmarks deltagelse i de Olympiske Lege.
Scavenius blev Ridder af Dannebrog 1910, kammerherre 1915, Dannebrogsmand 1917 og modtog Fortjenstmedaljen af guld 1918. Få dage før folketingsvalget i september 1920 blev han Kommandør af 1. grad af Dannebrog. 1935 fik han Storkorset. Han bar desuden mange udenlandske ordener, bl.a. Æreslegionen.
Han er begravet på Holtug Kirkegård.